# Loka-Purusha
Loka-Purusha (sanskrit: Welt-Mensch) bedeutet im Jainismus das Weltgebäude als Dreiwelt (Tribhuvana) im Menschen.
Loka-Purusha wird meist als Frau mit weitem Gewand dargestellt. Deren Unterkörper die Unterwelt, die Hüftgegend die Erdenwelt und deren Oberkörper die Himmelwelt darstellt.

## Die Unterwelt
Die sieben Regionen der Unterwelt bestehen aus vielen Etagen mit 8,4 Millionen Einzelhöllen die von dämonischen Wesenheiten sowie von Göttern (Bhavanavasin) bewohnt werden.

### Die 7 Regionen der Unterwelt
1. Ratnarprabha, die Edelsteinfarbige
2. Sharkaraprabha, die Kieselfarbige
3. Valukaprabha, die Sandfarbige
4. Pankaprabha, die Schlammfarbige
5. Dhumaprabha, die Rauchfarbige
6. Tamahprabha, die Finsternisfarbige
7. Mahatmaprabha, die große Finsternis

## Die Erdenwelt
Die Erdenwelt besteht aus einer runden Scheibe in deren Mitte Jambudvipa von Ozeanen und Kontinenten umgeben liegt. Hier leben Menschen, Pflanzen, Tiere aber auch Götter (Jyotisha, Vyantara). 

## Die Himmelswelt
Die Himmelswelt besteht aus acht übereinander liegenden Regionen mit 12 bzw. 18 Himmelssphären. Hier wohnen nur Götter (Kalpabhava, Vaimanika). Am obersten Punkt liegt Ishatprabhara (die sich leicht neigende) nur die Vollendeten leben hier.

### Regionen der Himmelswelt
1. Saudharma (Süden), Aishana (Norden)
2. Sanatkumara (Süden), Mahendra (Norden)
3. Brahmaloka
4. Lantaka
5. Shukra
6. Sahasrara
7. Ananta (Süden), Pranata (Norden)
8. Arana (Süden), Achyuta (Norden)
9. Graiveyaka
10. Anuttara (unpapatika)
11. Ishatprabhara (die sich leicht neigende) Wohnstätte der Vollendeten